# Sutoku
Sutoku (jap. 崇徳天皇 Sutoku-tennō; ur. 7 lipca 1119, zm. 14 września 1164) – 75. cesarz Japonii, według tradycyjnego porządku dziedziczenia.
Przed wstąpieniem na tron nosił imię książę Akihito (jap. 仁親王 Akihito-shinnō). Był pierwszym synem cesarza Shirakawa.
Sutoku panował w latach 1123–1142.
Mauzoleum cesarza Sutoku znajduje się w Kagawa. Nazywa się Shiramine no misasagi.